# Da un villaggio in memoria del futuro
Da un villaggio in memoria del futuro o Il villaggio della nuova vita (Чевенгур. путешествие с открытым сердцем) è un romanzo filosofico dello scrittore sovietico Andrej Platonovič Platonov, pubblicato nel 1972.

## Trama
Il romanzo è ambientato nella località allegorica di Čevengur, una città immaginaria del cuore della Russia rurale i cui abitanti scelgono di applicare progressivamente una forma di comunismo integrale. Il lavoro stesso viene abolito, i borghesi sono eliminati dalla città, i pochi abitanti sono quotidianamente impegnati in un inutile e continuo spostamento delle abitazioni e delle coltivazioni, praticato solo in quanto improduttivo.
Si tratta di una metafora distopica, in cui il lavoro, in netta contrapposizione con le posizioni del razionalismo costruttivistico, è permesso solamente allorquando non comporta alcun beneficio.
Tuttavia la vita del villaggio viene turbata dal continuo contatto con la civiltà esterna; l'arrivo di due amanti, Sofia e Simon, riporta alla memoria dei cittadini i loro amori perduti, e li costringe ad affrontare il fatto che il comunismo non sia in grado di esaurire ogni loro desiderio. Alla ricerca di una soluzione definitiva all'infelicità umana, gli utopisti di Čevengur s'immergono uno ad uno nel lago su cui si affaccia la cittadina, esprimendo un desiderio ciascuno per il futuro.

## Edizioni
- Andrej Platonov, Il villaggio della nuova vita, traduzione di Marija Olsuf'eva, Arnoldo Mondadori, 1972, pp. 439.
- Andrej Platonov, Da un villaggio in memoria del futuro, traduzione di Marija Olsuf'eva, collana Letterature, Theoria, 1990,  p. 381, ISBN 88-241-0174-7.
- Andrej Platonov, Čevengur,  traduzione e cura di Ornella Discacciati, Einaudi, 2015, pp. XXIV + 512, ISBN 978-88-06-21864-5.